# Tarcilo Vieira de Melo
Vieira de Melo (Barreiras, 24 de dezembro de 1913 — Rio de Janeiro, 22 de abril de 1970) foi um político brasileiro. Exerceu o mandato de deputado federal constituinte pela Bahia em 1946. Foi promotor de justiça em Barreiras. Foi nomeado Secretário da Educação e Saúde do estado da Bahia pelo governador Otávio Mangabeira e foi mantido nesse cargo pelo sucessor, Régis Pacheco.